# 个旧锡矿

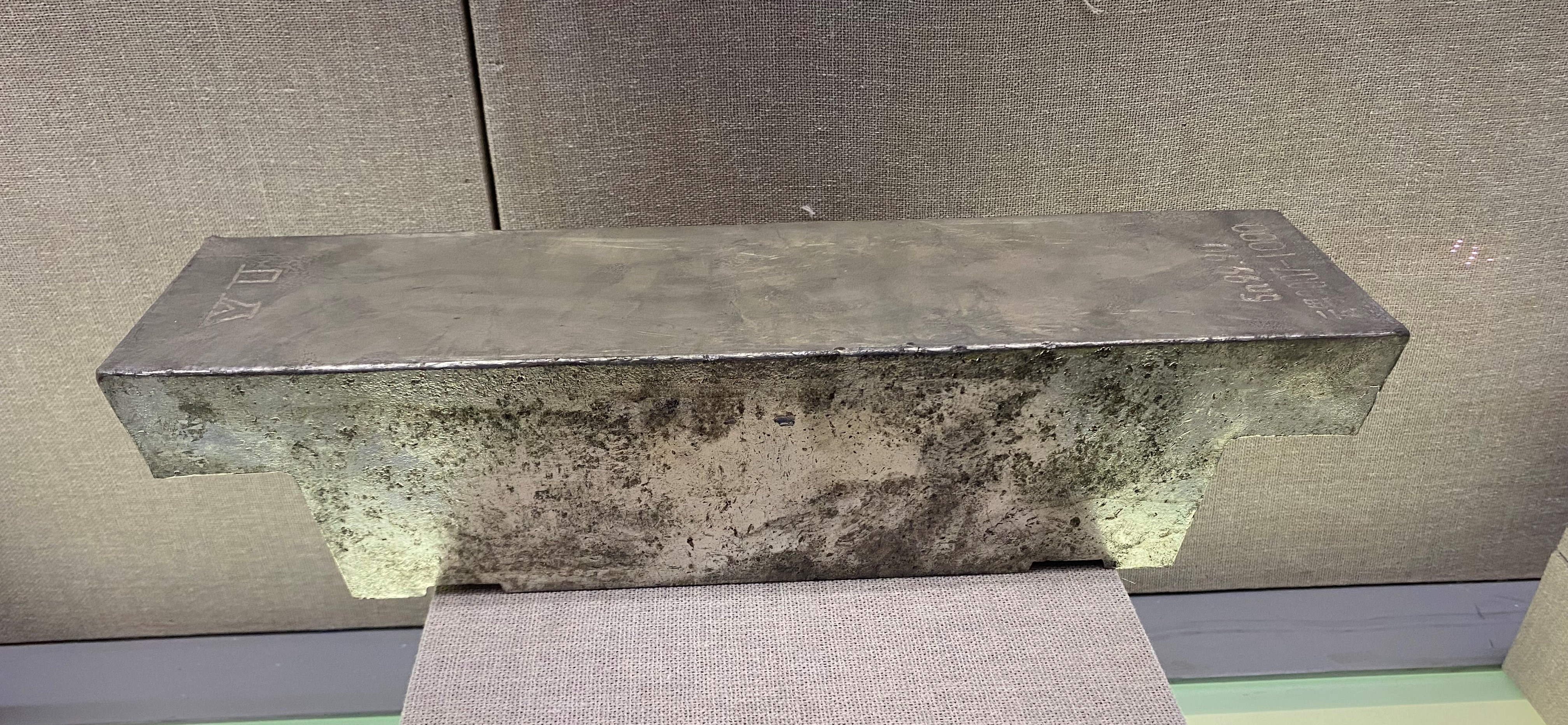
红河州博物馆藏个旧锡锭

个旧锡矿，是中国最早用机器开采的锡矿，位于云南省个旧市。

## 概述
清朝康熙、乾隆时矿业兴盛，以采银为主，铅、锡次之。1885年（光绪十一年），清政府设个旧厅，专管矿务，监收课税。之后采银日衰，遂渐以采锡为主。1907年，设个旧锡厂官商有限公司，1909年，改称个旧锡务公司，在矿区设冶炼厂，局部用机械生产。1933年，云南省实业厅将冶炼厂改为云南炼锡公司。1937年，又将实业厅所属锡矿工程处，与个旧锡务公司、云南炼锡公司合并，成立云南锡业公司。1940年，在昆明成立总公司，在个旧设厂矿管理处。个旧锡矿的年产量在1937年前为8000吨左右，约占全国总产量的90%，世界总产量的5%。1950年，中国人民解放军攻占云南后，收归国有。  